# Geronación

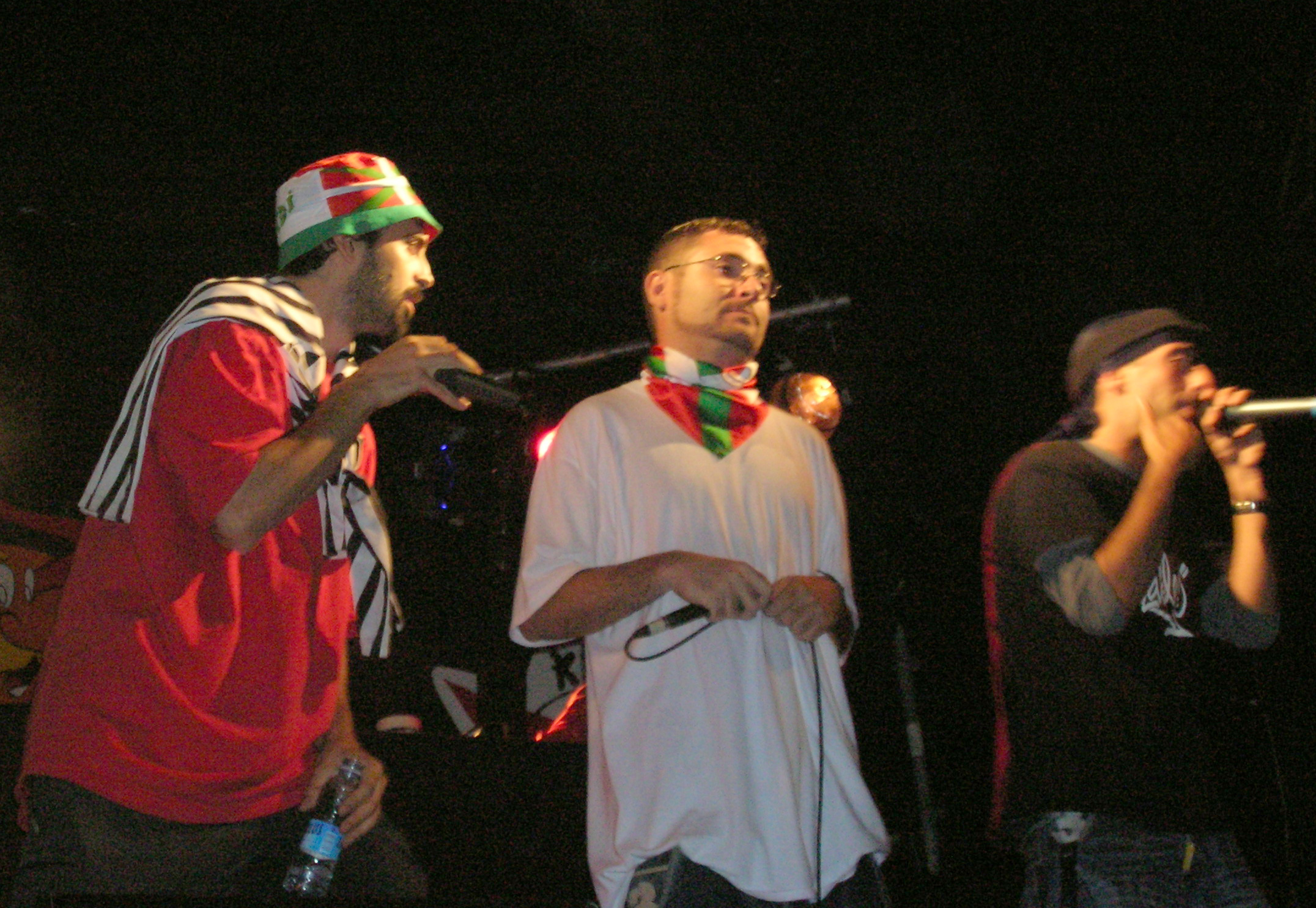

Geronación va ser un grup d'Hip hop establert a Girona i format per: Apre (MC i productor), Urban (MC), Metro (MC), Eddy (MC i fotògraf), Dejota Soyez (DJ i productor) i Arse (Logística i coordinació).

## Biografia
Comencen la seva trajectòria l'any 1991. Anys més tard (1993) treuen la seva maqueta "Pa representar" amb la que es van donar a conèixer, i que seria reeditada en CD l'any 2002. Es caracteritzen per un estil fresc, positiu i pel seu missatge en forma de crítica social. D'ells en destaca el seu "rap social i en peus de guerra", que denominen "edutainment" (education + entertainment), lletres capaces d'educar (sense sentir-se "educadors", com afirmen) i entretenir a la vegada.
En 2006 el grup es declara "fora de servei" i tots els seus membres llancen projectes en solitari.

## Discografia
- "Pa' representar" (Maqueta) 1995
- "Guerrilla MC's" (Maxi) (Avoid, 1997)
- "En el lsitio" (LP) (Avoid, 1999)
- "Pa representar" (LP) (Avoid, 2002)
- "El zulo" (EP) (Avoid, 2002)
- "Superhéroes del underground" (Maxi) (Avoid, 2004)
- "Teatro" (LP) (Avoid, 2004)
- "Pa' Representar (Remasteritzada) (La signatura, 2002)